# کمیته ملی المپیک جمهوری کنگو
کمیته ملی المپیک جمهوری کنگو (فرانسوی: Comité National Olympique et Sportif Congolais‎) یک سازمان ورزشی است که نماینده کشور جمهوری کنگو در کمیته بین‌المللی المپیک می‌باشد.
این سازمان که در سال ۱۹۶۴ تأسیس شده مسئول آماده‌سازی و اعزام ورزشکاران به بازی‌های المپیک، بازی‌های المپیک جوانان و بازی‌های آفریقایی است.